# Copa del Rey de rugby 2024-25
La Copa del Rey de rugby 2024-25, conocida por motivos de patrocinio como NTT DATA Copa del Rey de rugby, es la edición número 92 de este torneo.
Para esta temporada, la primera jornada se organizó para el 10 de noviembre, mientras que la última fecha de la categoría será el día 24 de mayo de 2025 según el calendario oficial.

## Sistema de competición
El torneo se disputará entre los 12 equipos de la División de Honor Masculina repartidos en 4 grupos de 3 equipos.
Se establecerá un sorteo para determinar los 4 grupos de 3 equipos cada uno, teniendo que disputarse dos partidos (uno en casa y otro fuera) habiendo una jornada de descanso y siendo independientes de los partidos de la División de Honor.
Pasarán a las semifinales los primeros (1o) clasificados de cada uno de los 4 grupos.
En el caso de que al finalizar la fase de grupos hubiera equipos empatados, los mismos se resolverán de acuerdo a lo que establece el Reglamento de Partidos y Competiciones (RPC) para ligas a un número impar de vueltas de acuerdo.
Las eliminatorias de semifinales se disputarán a partido único, por sorteo entre los cuatro equipos clasificados.
La final la disputarán, a partido único, los dos vencedores de las semifinales, en campo por determinar por la RFER.  

### Sistema de puntuación
- Cada victoria suma 4 puntos.
- Cada empate suma 2 puntos.
- Cuatro ensayos en un partido suma 1 punto de bonus.
- Perder por una diferencia de siete puntos o inferior suma 1 punto de bonus.

## Cuartos de final

### Grupo 1
|                                                                | Equipo                    | Puntos | J | G | E | P | PF | PC | DP | EF | EC | DE | BO | BD |
| -------------------------------------------------------------- | ------------------------- | ------ | - | - | - | - | -- | -- | -- | -- | -- | -- | -- | -- |
| 1                                                              | Silicius Alcobendas Rugby | 8      | 2 | 2 | 0 | 0 | 0  | 0  | 0  | 0  | 0  | 0  | 0  | 0  |
| 2                                                              | Huesitos La Vila          | 5      | 2 | 1 | 0 | 1 | 0  | 0  | 0  | 0  | 0  | 0  | 0  | 0  |
| 3                                                              | CR Complutense Cisneros   | 1      | 2 | 0 | 0 | 2 | 0  | 0  | 0  | 0  | 0  | 0  | 0  | 0  |
| Fuente: Federación Española de Rugby; actualización automática |                           |        |   |   |   |   |    |    |    |    |    |    |    |    |

#### Partidos
| 10 de noviembre de 2024 | Huesitos La Vila | 21 – 33 | Silicius Alcobendas Rugby | Estadio de Rugby El Pantano, Villajoyosa |  |

| 17 de noviembre de 2024 | Silicius Alcobendas Rugby | 15 - 11 | CR Complutense Cisneros | Las Terrazas, Alcobendas |  |

| 24 de noviembre de 2024 | CR Complutense Cisneros | 10 - 34 | Huesitos La Vila | Estadio Nacional Complutense, Madrid |  |

### Grupo 2
|                                                                | Equipo                      | Puntos | J | G | E | P | PF | PC | DP | EF | EC | DE | BO | BD |
| -------------------------------------------------------------- | --------------------------- | ------ | - | - | - | - | -- | -- | -- | -- | -- | -- | -- | -- |
| 1                                                              | C. R. El Salvador           | 9      | 2 | 2 | 0 | 0 | 0  | 0  | 0  | 0  | 0  | 0  | 0  | 0  |
| 2                                                              | Recoletas Burgos Caja Rural | 5      | 2 | 1 | 0 | 1 | 0  | 0  | 0  | 0  | 0  | 0  | 0  | 0  |
| 3                                                              | AMPO Ordizia RE             | 1      | 2 | 0 | 0 | 2 | 0  | 0  | 0  | 0  | 0  | 0  | 0  | 0  |
| Fuente: Federación Española de Rugby; actualización automática |                             |        |   |   |   |   |    |    |    |    |    |    |    |    |

#### Partidos
| 10 de noviembre de 2024 | Recoletas Burgos Caja Rural | 14 – 20 | C. R. El Salvador | Estadio San Amaro, Burgos |  |

| 17 de noviembre de 2024 | C. R. El Salvador | 47 - 7 | AMPO Ordizia RE | Campos de Pepe Rojo, Valladolid |  |

| 24 de noviembre de 2024 | AMPO Ordizia RE | 18 - 21 | Recoletas Burgos Caja Rural | Estadio Municipal de Altamira, Villafranca de Ordizia |  |

### Grupo 3
|                                                                | Equipo                | Puntos | J | G | E | P | PF | PC | DP | EF | EC | DE | BO | BD |
| -------------------------------------------------------------- | --------------------- | ------ | - | - | - | - | -- | -- | -- | -- | -- | -- | -- | -- |
| 1                                                              | F. C. Barcelona Rugby | 9      | 2 | 2 | 0 | 0 | 0  | 0  | 0  | 0  | 0  | 0  | 0  | 0  |
| 2                                                              | U. E. Santboiana      | 6      | 2 | 1 | 0 | 1 | 0  | 0  | 0  | 0  | 0  | 0  | 0  | 0  |
| 3                                                              | Pozuelo Rugby Unión   | 0      | 2 | 0 | 0 | 2 | 0  | 0  | 0  | 0  | 0  | 0  | 0  | 0  |
| Fuente: Federación Española de Rugby; actualización automática |                       |        |   |   |   |   |    |    |    |    |    |    |    |    |

#### Partidos
| 10 de noviembre de 2024 | Pozuelo Rugby Unión | 21 – 58 | F. C. Barcelona Rugby | Valle de las Cañas, Madrid |  |

| 17 de noviembre de 2024 | F. C. Barcelona Rugby | 24 - 21 | U. E. Santboiana | La Teixonera, Barcelona |  |

| 23 de noviembre de 2024 | U. E. Santboiana | 45 - 14 | Pozuelo Rugby Unión | Estadi Baldiri Aleu, San Baudilio de Llobregat |  |

### Grupo 4
|                                                                | Equipo                     | Puntos | J | G | E | P | PF | PC | DP | EF | EC | DE | BO | BD |
| -------------------------------------------------------------- | -------------------------- | ------ | - | - | - | - | -- | -- | -- | -- | -- | -- | -- | -- |
| 1                                                              | VRAC Quesos Entrepinares   | 5      | 1 | 1 | 0 | 0 | 0  | 0  | 0  | 0  | 0  | 0  | 0  | 0  |
| 2                                                              | Real Ciencias La Carloteña | 0      | 1 | 0 | 0 | 1 | 0  | 0  | 0  | 0  | 0  | 0  | 0  | 0  |
| 3                                                              | Fibra Valencia Les Abelles | 0      | 0 | 0 | 0 | 0 | 0  | 0  | 0  | 0  | 0  | 0  | 0  | 0  |
| Fuente: Federación Española de Rugby; actualización automática |                            |        |   |   |   |   |    |    |    |    |    |    |    |    |

#### Partidos
| Cancelado | VRAC Quesos Entrepinares | vs. | Fibra Valencia Les Abelles | Campos de Pepe Rojo, Valladolid |  |

| Cancelado | Fibra Valencia Les Abelles | vs. | Real Ciencias La Carloteña | Polideportivo de Quatre Carreres, Valencia |  |

| 24 de noviembre de 2024 | Real Ciencias La Carloteña | 17 - 48 | VRAC Quesos Entrepinares | I. D. La Cartuja, Sevilla |  |

## Playoffs
|  | Semifinales               | Semifinales             |                   |                          | Final              | Final              |  |
|  | 22 de diciembre de 2024   | 22 de diciembre de 2024 |                   |                          | 24 de mayo de 2025 | 24 de mayo de 2025 |  |
|  |                           |                         |                   |                          |                    |                    |  |
|  |                           |                         |                   |                          |                    |                    |  |
|  | Silicius Alcobendas Rugby | 16                      |                   |                          |                    |                    |  |
|  | Silicius Alcobendas Rugby | 16                      |                   |                          |                    |                    |  |
|  | VRAC Quesos Entrepinares  | 24                      |                   |                          |                    |                    |  |
|  | VRAC Quesos Entrepinares  | 24                      |                   | VRAC Quesos Entrepinares | 27                 |                    |  |
|  |                           |                         |                   | VRAC Quesos Entrepinares | 27                 |                    |  |
|  |                           |                         | INEXO El Salvador | 3                        |                    |                    |  |
|  | F. C. Barcelona Rugby     | 13                      | INEXO El Salvador | 3                        |                    |                    |  |
|  | F. C. Barcelona Rugby     | 13                      |                   |                          |                    |                    |  |
|  | C. R. El Salvador         | 29                      |                   |                          |                    |                    |  |
|  | C. R. El Salvador         | 29                      |                   |                          |                    |                    |  |
|  |                           |                         |                   |                          |                    |                    |  |